# BIJ1
A BIJ1 (jelentése hollandul: Együtt, vagy 1ütt, korábbi nevén Artikel 1, azaz 1-es cikkely) hollandiai radikális baloldali politikai párt, mely a hangsúlyt a rasszizmus elleni küzdelemre és a diszkriminációellenességre helyezi. A párt főként az afro-hollandok érdekeit képviseli. A formációt 2016-ban hozta létre Sylvana Simons televíziós személyiség, aki korábban a Denk párttal állt kapcsolatban.
A párt eredeti neve Artikel 1, ami a holland alkotmány mindenki számára jog előtti egyenlőséget biztosító, első cikkelyére utal. Programjuk szerint megszüntetnének minden olyan szervezetet, ami a rasszizmust népszerűsíti, betiltanák közterületen az arc feketére festését, létrehoznák az Egyenlőségi Minisztériumot, és eltörölnének mindent, ami Hollandia gyarmatosító múltjára emlékeztet. Kiléptetnék az országot a NATO-ból, és küzdenének a piacgazdaság ellen. A párt támogatja az Antifasiszta akció és Black Lives Matter mozgalmakat.
A 2017-es képviselőházi választáson a párt nem jutott mandátumhoz.
A 2021-es képviselőházi választáson a párt egy mandátumot nyert.
Az Azonnali.hu egy cikkében a pártot "Bayer Zsolt rémálmának" nevezte.

## Választási eredmények
| Év   | Képviselőház   | Képviselőház     | Képviselőház | Képviselőház | Képviselőház | Képviselőház       |
| Év   | Vezető         | Szavazatok száma | %            | Mandátumok   | +/–          | Státusz            |
| ---- | -------------- | ---------------- | ------------ | ------------ | ------------ | ------------------ |
| 2017 | Sylvana Simons | 28,700           | 0.27 (#16)   | 0 / 150      | Új párt      | Parlamenten kívüli |
| 2021 | Sylvana Simons | 87,635           | 0.84 (#17)   | 1 / 150      | 1            | ellenzék           |
| 2023 | Edson Olf      | 44,253           | 0.42 (#18)   | 0 / 150      | 1            | Parlamenten kívül  |